# Концерт для фортепіано з оркестром № 3 (Прокоф'єв)
Концерт № 3 для фортепіано з оркестром, до мажор (Op. 26) Сергія Прокоф'єва написаний у 1921 році. 
Концерт складається з 3-х частин:
1. Andante — Allegro
2. Tema con variazioni
3. Allegro, ma non troppo

Перший запис цього концерту здійснив сам автор з Лондонським симфонічним оркестром під керуванням П'єро Копполо (Piero Coppola). Пізніше концерт записували Володимир Ашкеназі, Михайло Плєтньов та інші